# 1.ᵉʳ Ejército Panzer
El 1.er Ejército Panzer (en alemán: 1. Panzerarmee) fue una gran formación dentro de las unidades blindadas del Heer (Ejército) alemán durante la Segunda Guerra Mundial.
Cuando fue formado originalmente el 1 de marzo de 1940, el predecesor del 1.º Ejército Panzer era llamado Grupo Panzer Kleist (Panzergruppe Kleist) con el Coronel General Ewald von Kleist al mando.

## Historia
El Grupo Panzer Kleist fue la primera formación operacional de varios cuerpos Panzer en la Wehrmacht. Creado para la batalla de Francia el 1 de marzo de 1940; fue nombrado en honor a su comandante Ewald von Kleist. El Grupo Panzer Kleist jugó un papel importante en la batalla de Bélgica. El cuerpo Panzer del Grupo se abrió pasó a través de las Ardenas y alcanzó el mar, formando una enorme bolsa, conteniendo varios ejércitos belgas, británicos y franceses. Cuando se firmó el armisticio, el Grupo fue desplegado en la Francia ocupada, siendo renombrado Grupo Panzer 1 (Panzergruppe 1) en noviembre. En abril de 1941, el Grupo Panzer 1 participó en la invasión de Yugoslavia como parte del 2.º Ejército del Mariscal de Campo Maximilian von Weichs.

### 1941

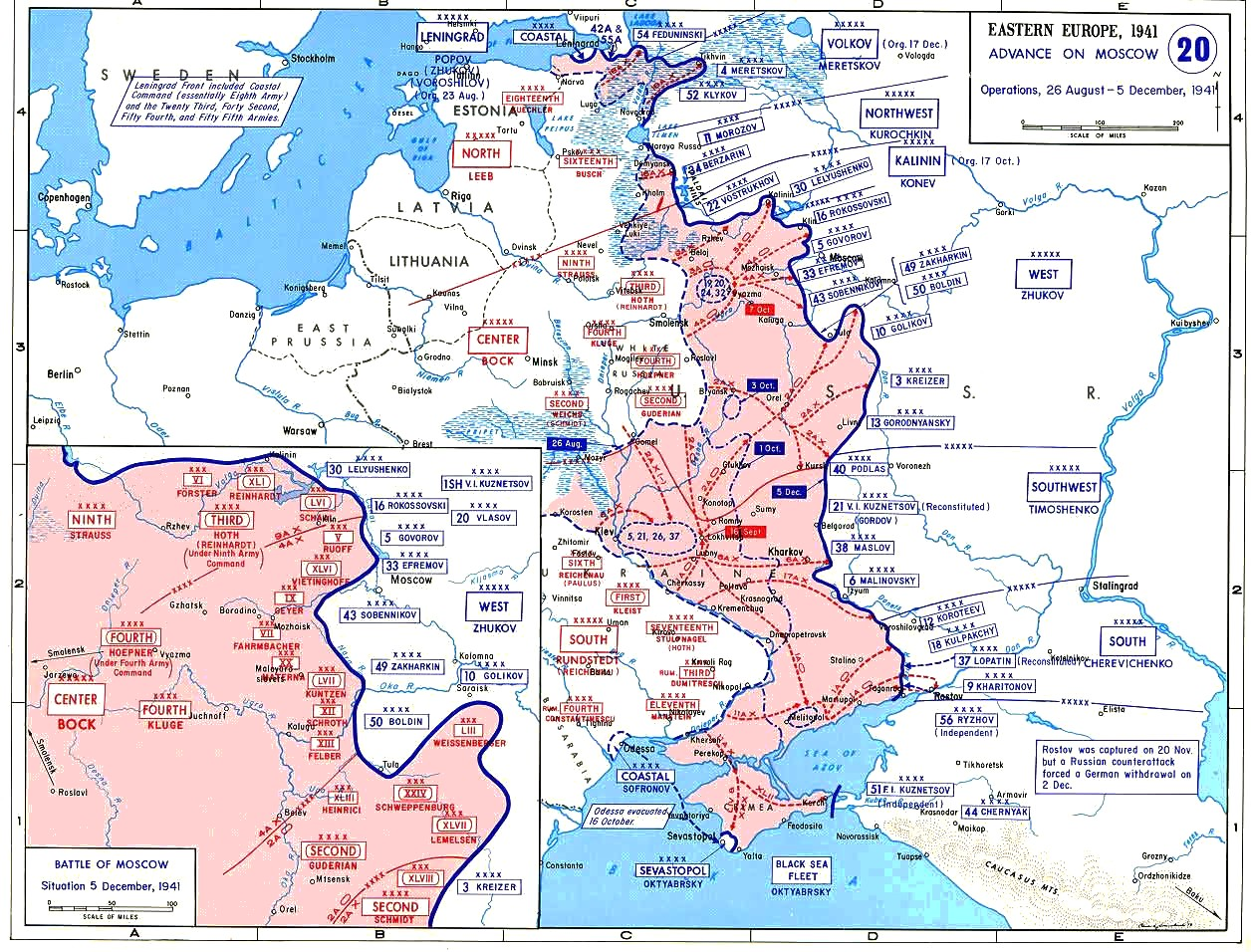
La situación en el frente oriental, diciembre de 1941.

En mayo de 1941 el Grupo Panzer 1 fue agregado al Grupo de Ejército Sur del Mariscal de Campo Gerd von Rundstedt al inicio de la Operación Barbarroja. Al principio de la Operación Barbarroja en junio de 1941, el Grupo Panzer 1 incluía los III, XIV y XLVIII Cuerpos de Ejército (motorizados) con cinco divisiones panzer y cuatro divisiones motorizadas (dos de ellas SS) equipados con 799 tanques. El Grupo Panzer 1 sirvió en el sector sur del frente oriental contra el Ejército Rojo y estuvo involucrado en la batalla de Brody que involucró hasta 3000 tanques del Ejército Rojo. Las unidades del Grupo cerraron el cerco sobre los ejércitos soviéticos cerca de Uman y cerca de Kiev. Tras la caída de Kiev el Grupo Panzer 1 fue agrandado para convertirse en el 1.º Ejército Panzer (el 6 de octubre de 1941) con Kleist todavía al mando. El ejército capturó Rostov, pero fue obligado a retirarse ocho días más tarde.

### 1942

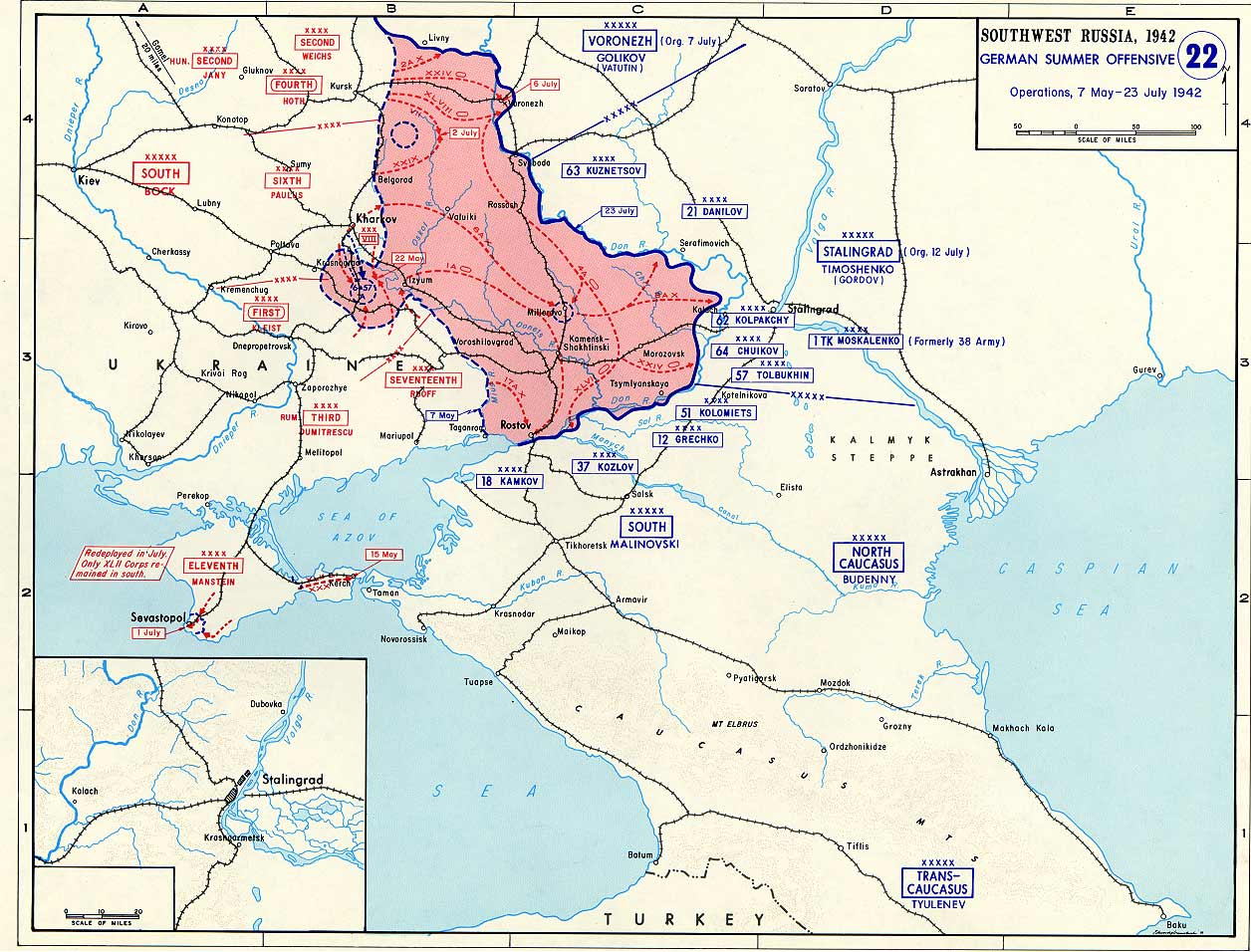
Comienza la Operación Blau.

En enero de 1942, el Grupo de Ejércitos Kleist, que consistía del Primer Ejército Panzer con el 17.º Ejército, fue formado con Kleist al mando. El Grupo de Ejércitos Kleist jugó un importante papel en rechazar el ataque del Ejército Rojo en la Segunda batalla de Járkov en mayo de 1942. El Grupo de Ejércitos Kleist fue disuelto ese mismo mes. El Primer Ejército Panzer, todavía a las órdenes de Kleist, que había sido agregado al Grupo de Ejércitos Sur con anterioridad, pasó a formar parte del Grupo de Ejércitos A a las órdenes del Mariscal de Campo Wilhelm List. El Grupo de Ejércitos A debía llevar a cabo un avance en el Cáucaso durante la Operación Fall Blau y capturar Grozni y los campos petrolíferos de Bakú (actual capital de Azerbayán). El Primer Ejército Panzer debía encabezar el ataque. Rostov, Maykop, Krasnodar y la región del Kuban fueron capturados.
En septiembre de 1942, la ofensiva del Grupo de Ejércitos A se encalló en el Cáucaso y List fue apartado. Después de que Adolf Hitler tomara el control brevemente del Grupo de Ejércitos A, nombró a Kleist para el mando el 22 de noviembre de 1942. Cuando Kleist asumió el control, el Coronel General Eberhard von Mackensen tomó las riendas del Primer Ejército Panzer. En diciembre de 1942, después de que el 6.º Ejército fuera aplastado en la batalla de Stalingrado, el Ejército Rojo lanzó una ofensiva contra el Grupo de Ejércitos A. El Primer Ejército Panzer fue ordenado a retirarse hacia Rostov en enero de 1943, antes de que las fuerzas soviéticas pudieran aislarlo en el Kuban. Para febrero de 1943, el ejército se había retirado al oeste del río Don y Kleist retiró el resto de sus fuerzas del Cáucaso al Kuban, al este del estrecho de Kerch.

### 1943

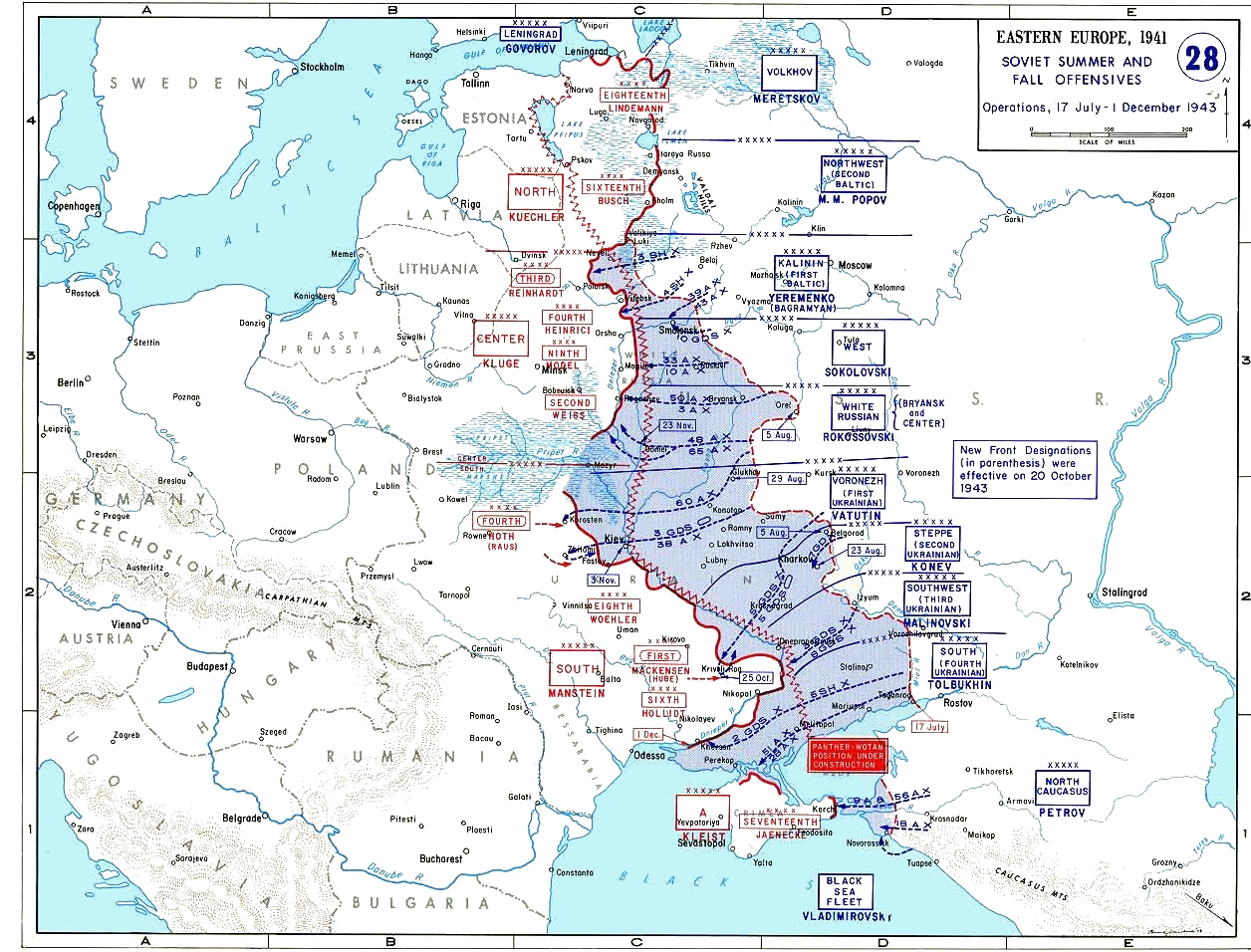
La situación en el Frente Oriental en 1943.

En enero de 1943, el Primer Ejército de von Mackensen fue agregado al Grupo de Ejércitos Don a las órdenes del Mariscal de Campo Erich von Manstein. Al mes siguiente, von Manstein redesplegó el Primer Ejército Panzer con el Cuarto Ejército Panzer para contraatacar el avance soviético de la batalla de Stalingrado. El Primer Ejército Panzer contribuyó al suceso de la Tercera batalla de Járkov en marzo de 1943. En julio de 1943, con la ayuda del XXIV Cuerpo Panzer, repelió la ofensiva soviética de Izyum-Barvenkovo. En octubre de 1943 las fuerzas soviéticas cruzaron el río Dniéper entre Dnipropetrovsk y Kremenchug. El Primer Ejército Panzer contraatacó junto al 8.º Ejército, pero fracasó en desalojar a las fuerzas soviéticas. Para el final de ese mes, cuando el Ejército Rojo se acercaba a Kiev, von Mackensen fue remplazado por el Coronel General Hans-Valentin Hube.

### 1944

Curso de los combates entre 1943 a 1944.

El Primer Ejército Panzer permaneció agregado al Grupo de Ejércitos Sur desde marzo de 1943 hasta julio de 1944. Para ese tiempo las tropas alemanas habían sido retiradas de Ucrania. En marzo de 1944, la crisis golpeó al Primer Ejército Panzer ya que fue rodeado por dos frentes soviéticos en la batalla de la bolsa de Kamenets-Podolsky. Pudo hacerse un avance con éxito, salvando la mayoría de efectivos humanos pero perdiendo el equipamiento pesado. El mismo mes Hitler, que insistía en que sus ejércitos lucharan en una inflexible defensa hasta el último hombre, apartó a von Manstein. En octubre de 1941, cuando había sido formado el Primer Ejército Panzer, era un gran ejército compuesto de cuatro cuerpos, varias divisiones de infantería, panzer, motorizadas, de montaña y SS, junto con un ejército rumano y algunas divisiones italianas, rumanas, húngaras y eslovacas. Para la primavera de 1944, el Primer Ejército Panzer se había reducido considerablemente, consistente solo de tres cuerpos, dos divisiones de infantería, cuatro panzer y una SS. Después de julio de 1944 se retiró de Ucrania y Polonia antes de luchar con el Grupo de Ejércitos A en Eslovaquia (batalla del paso de Dukla).

### 1945

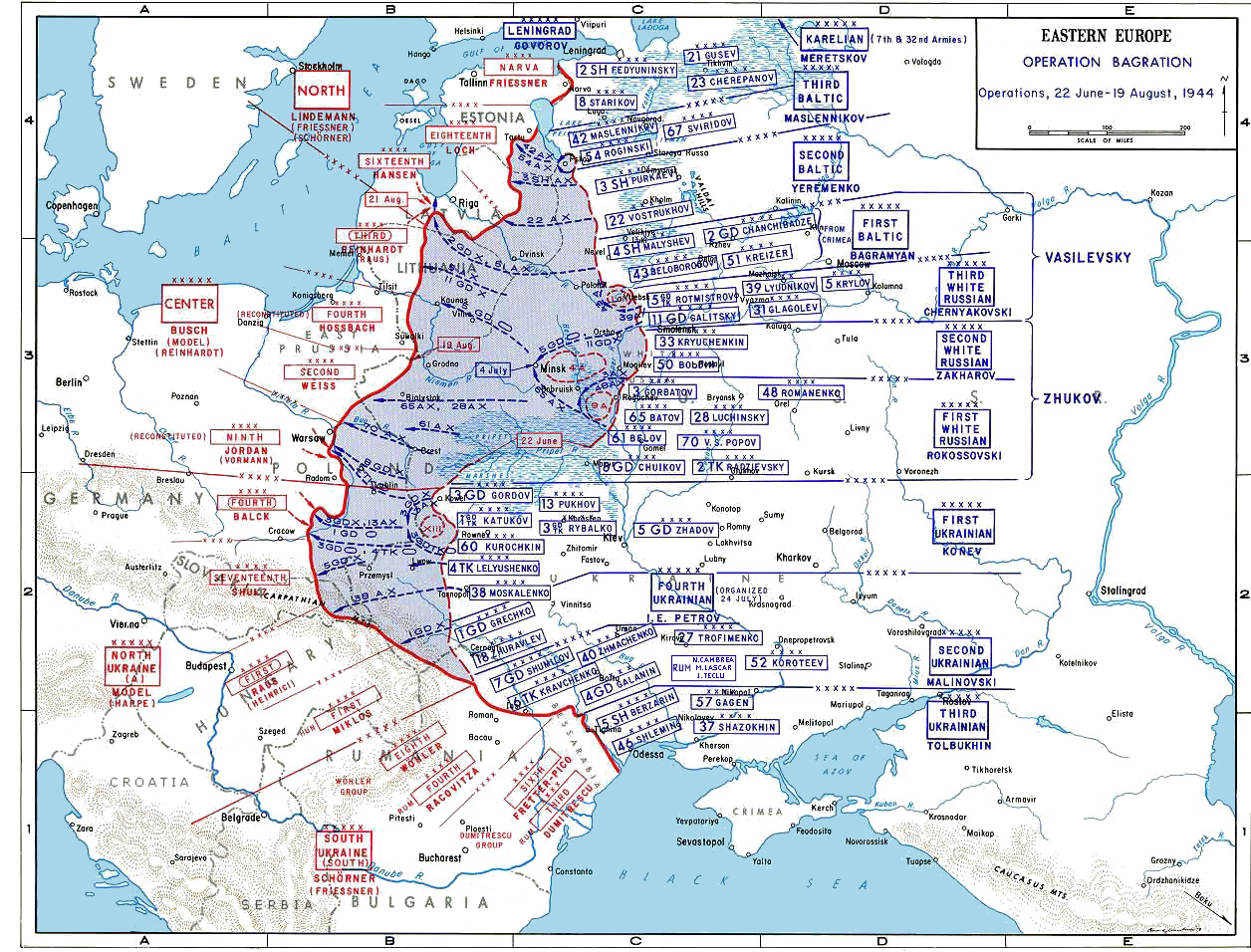
Operación Bagration y Lvov-Sandomierz en el verano de 1944.

Retirada de Checoslovaquia 1944-1945.

Durante su existencia, entre octubre de 1941 y mayo de 1945, el Primer Ejército Panzer pasó todo su tiempo en el frente oriental. En la primavera de 1945, la tarea principal del Primer Ejército Panzer era defender la región de Ostrava en el norte de Moravia, que era en ese tiempo la última gran área industrial en manos del Tercer Reich. Ahí el Primer Ejército Panzer debía encarar el avance del 4.º Frente Ucraniano desde el nordeste (Operación de Ostrava-Opava, 10 de marzo - 5 de mayo de 1945) y ya había perdido la mayoría de sus tanques pesados y medianos. En el mismo tiempo, sin embargo, el Ejército Panzer fue flanqueado por el 2.º Frente Ucraniano desde el sur (Ofensiva de Bratislava-Brno, 25 de marzo - 5 de mayo de 1945). Las líneas de defensa alemanas colapsaron en las primeras horas de la Ofensiva de Praga. El estado mayor del Primer Ejército Panzer, junto con otros mandos subordinados al Grupo de Ejércitos Centro, se rindieron a las fuerzas soviéticas el 9 de mayo de 1945 en el área de Deutsch-Brod, mientras que los restos de las unidades panzer fueron dispersadas y capturadas en el camino de Olomouc a la región de Vysočina. Su último comandante fue el general Walther Nehring, quien abandonó a su personal y huyó al sur para rendirse a las fuerzas estadounidenses.

## Comandantes
| N.º | Retrato | Comandante                                           | Desde                   | Hasta                   |
| --- | ------- | ---------------------------------------------------- | ----------------------- | ----------------------- |
| 1   |         | Generaloberst Ewald von Kleist (1881-1954)           | 1 de marzo de 1940      | 21 de noviembre de 1942 |
| 2   |         | Generaloberst Eberhard von Mackensen (1889-1969)     | 21 de noviembre de 1942 | 29 de octubre de 1943   |
| 3   |         | Generaloberst Hans-Valentin Hube (1890-1944)         | 29 de octubre de 1943   | 21 de abril de 1944     |
| 4   |         | Generaloberst Erhard Raus (1889-1956)                | 21 de abril de 1944     | 15 de agosto de 1944    |
| 5   |         | Generaloberst Gotthard Heinrici (1886-1971)          | 15 de agosto de 1944    | 19 de marzo de 1945     |
| 6   |         | General der Panzertruppe Walther Nehring (1892-1983) | 19 de marzo de 1945     | 8 de mayo de 1945       |

### Jefes del Estado Mayor
- Generalmajor Kurt Zeitzler (25 de octubre de 1941 - 24 de abril de 1942)
- Generalmajor Ernst Fäckenstedt  (24 de abril de 1942 - 15 de marzo de 1943)
- Generalmajor Walther Wenck  (15 de marzo de 1943 - 15 de marzo de 1944)
- Generalmajor Carl Wagener (15 de marzo de 1944 - 5 de noviembre de 1944)